# Montseny (bergketen)

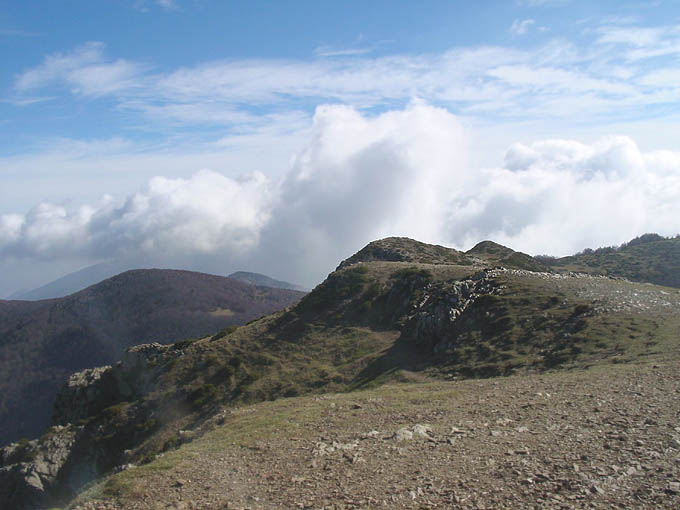
Uitzicht van de top van El Matagalls

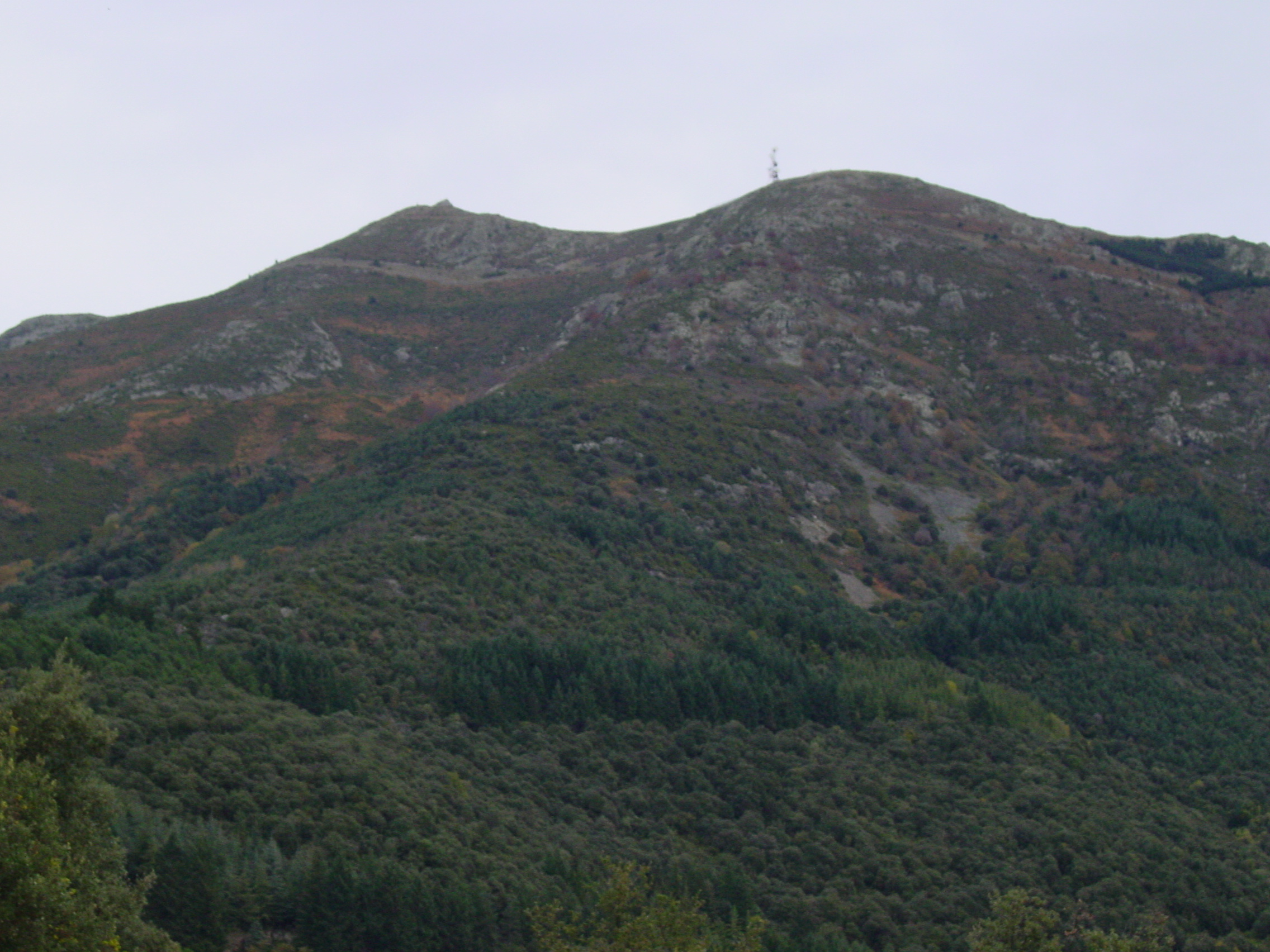
Zicht op de El Turó de l'Home vanuit het zuiden

Montseny is de naam van een bergketen, gelegen in het gelijknamige natuurpark, ten westen van het kustgebergte bij Barcelona.
Het park is een natuurpark (parc natural/parque natural) en wordt ruwweg begrensd door de wegen AP-7, C-17 en C-25 gevormde driehoek. In het park bevindt zich de hoogste berg in de regio ten zuiden van de Pyreneeën en domineert de vallei ten zuiden van Girona.
Het park is in 1978 door de UNESCO uitgeroepen tot biosfeerreservaat.
De bergketen kent toppen als de El Turó de l'Home (1706 m) en de Les Agudes (1703 m). Naar het zuiden toe is het plateau van La Calma met toppen als de Puig Drau (1344 m) en de El Matagalls (1697 m). Tussen deze gebieden bevindt zich de vallei van de Tordera.
Het park biedt een grote variatie aan fauna: van mediterraan tot alpiene. Er is in het park ook een grote hoeveelheid megalieten te vinden.